# Waters Edge
Waters Edge  es el octavo álbum de estudio de Sweet, publicado originalmente por  Polydor Records en abril de 1980. 

## Lista de canciones
Todas las canciones compuestas por Steve Priest, Andy Scott y Mick Tucker excepto donde se indica.

### Versión europea
1. "Sixties Man" (Peter Hutchins, Pip Williams) - 4:12
2. "Getting in the Mood for Love" - 3:04
3. "Tell the Truth" (Priest, Scott, Gary Moberley) - 3:34
4. "Own Up" - 3:19
5. "Too Much Talking" (Ray McRiner) - 3:57
6. "Thank You for Loving Me" (Scott, Moberley) - 3:43
7. "At Midnight" (Scott) - 3:20
8. "Waters Edge" - 2:59
9. "Hot Shot Gambler" (Priest) - 3:34
10. "Give the Lady Some Respect" (McRiner) - 4:30

No confundir "Own Up" con "Own Up, Take a Look at Yourself", cara B del sencillo "Teenage Rampage" de 1974.

#### Temas extra en lanzamiento de 2010
1. "Tall Girls" - 4:30
2. "Oh Yeah!" - 2:21
3. "Sixties Man" (versión single) - 3:52
4. "Give The Lady Some Respect" (versión single) - 3:27

## Músicos
- Steve Priest - bajo, vocalista (pistas 1, 2, 8, 9, 10), vocalista a dúo(pistas 3, 6), coros
- Andy Scott - guitarras, sintetizadores, vocalista (pistas 5, 7), vocalista a dúo(pistas 3, 6), coros
- Mick Tucker - batería, percusión, vocalista (pista 4), coros

Personal adicional
- Gary Moberley - teclados
- Pip Williams - producción (pistas 1, 10)